# Костел Матері Божої Ангельської (Дзвинячка)
Костел Матері Божої Ангельської в Дзвинячці — римсько-католицька церква в селі Дзвинячці Тернопільської области України.

## Відомості
- 1894 — збудовано мурований філіальний костел.
- 1906 — створено душпастирський осередок.

У радянський період його закрили. У ньому функціонували складські приміщення, молокоприймальний пункт та під розміщення чайної «Ромашка», потім — спортивний зал.
З 2018 р. тривають ремонтні роботи.

## Настоятелі
- о. Йосиф Мушинський.